# Courgevaux
Courgevaux (tyska: Gurwolf) är en ort och kommun i distriktet Lac i kantonen Fribourg, Schweiz. Kommunen har 1 462 invånare (2023).
Kommunen hade tidigare en franskspråkig majoritet, men år 2000 hade kommunen en knapp tyskspråkig majoritet (56,5 %).